# Polynema euchariforme
Polynema euchariforme är en stekelart som beskrevs av Alexander Henry Haliday 1833. Polynema euchariforme ingår i släktet Polynema och familjen dvärgsteklar. Arten är reproducerande i Sverige. Inga underarter finns listade i Catalogue of Life.